# كاترينا أولريكا هورت أف أورنيس
كاترينا أولريكا هورت أف أورنيس (بالسويدية: Catharina Ulrika Hjort af Ornäs)‏ (6 يناير 1767 - 11 يناير 1837) كانت من نبلاء السويد، وكانت ضحية قضية مشهورة في السويد المعاصرة. توفيت بعد تعرضها لسوء المعاملة من قِبل زوجها واحتُجزت في غرفة واحدة في منزلها لمدة 33 عامًا، بعد أن أصيبت باكتئاب ما بعد الولادة، واستسلمت في النهاية إلى الجوع والإرهاق

## الحياة
ولدت كاترينا أولريكا هورت أف أورنيس من اب نبيل وهو هانز غوستاف هورت في أورنس (1725-1791) وام نبيلة وهي كريستينا براندبرج (1722-1805)،، وكانت هي أصغر أخواتها من بين سبعة أشقاء، أربعة منهم نجوا حتى بلوغهم سن الرشد وهم ؛ ياكوب فريدريك (1755-1806)، هانز غوستاف (1757-1828)، هيلينا كريستينا (1759-1833) وكارل أندرس (1765-1809). تزوجت في 7 يناير 1803 من الرائد النبيل (في وقت لاحق العقيد أدريان هيرزينهيلم (1754-1838)، الذي استقرت في مقره رامسنشولم. كانت ثرية وجلبت ثروة من مهرها الذي تم نقله تلقائيًا إلى زوجها بعد زواجها، وفقًا للقانون المعاصر لأقلية النساء المتزوجات.

## إساءة
في عام 1804، أنجبت ابنتها الوحيدة: كريستينا أولريكا (1804-1864). بعد ولادة طفلتها، كان يبدو أنها مصابة بمرض عقلي نوعًا ما، والذي يُعرف باكتئاب ما بعد الولادة. ونتيجة لذلك، أرسل زوجها ابنتهما إلى ستوكهولم ليقوم بتربيتها ابوين من التبني، واحتجزها في غرفة واحدة في منزل مانور.
عاشت كاترينا أولريكا محبوسة في الغرفة لبقية حياتها. قام زوجها بعزلها عن العالم الخارجي ومنعها من رؤية أي شخص، بما في ذلك ابنتها (التي تزوجت من الرائد تيودور فيلهلم شتارن فلاشت وتركت والدها في 1824). لم تُشعل نار لتدفئة غرفتها خلال فصل الشتاء، ولم تُقدم لها أية رعاية أو ملابس كافية، وأجبرت في النهاية على العيش عارية، عندما لم يتم استبدال ملابسها.  تم إحضار طعام غير كافٍ لها مما جعلها على ما يبدو في حالة من الجوع. عندما فقدت أسنانها، لم تكن قادرة على تناول الكثير من الطعام الذي أحضرها إليها، وكثيراً ما أجبرت على العيش فقط على بلع الطحين. في النهاية، قيل إنها أصبحت ضعيفة للغاية، لدرجة أنها لم تكن قادرة على محاربة الفئران من قرض قدميها. 
كان يتصف زوجها أدريان هيرتزينهيلم بالبخل: فقد كان معروفًا، على سبيل المثال، أنه يرتدي نفس الفرو والأحذية كل يوم باستثناء المناسبات الخاصة. جزء كبير من ثروته كانت تتألف من ثروة زوجته السابقة، والتي أصبحت ثروته عندما تزوجها.  حقيقة أنه احتفظ بزوجته محبوسة في غرفتها بسبب مرضها العقلي والذي كان معروفًا محليًا، ولكن لم يتم ذكره أو التحدث عنه علنًا، ولم يتدخل أي شخص، لا إخوتها أو ابنتها البالغة أو المجتمع المحيط بها، على الرغم من معرفة الأمر. في القانون المعاصر، كانت المرأة المتزوجة قاصراً من الناحية القانونية تحت وصاية زوجها، وعلاوة على ذلك، فقد حبسها زوجها بسبب صحته العقلية، والذي لم يكن شائعا في أي عصر ان تخفي الاسرة مريضها العقلي إذا لم يتم وضعه في، حيث كانت أسرة المختل عقلياً تخفيها في المنزل إذا لم يكن لديهم وضعوا في المأوي الخاص بالمرضي العقليين.

## موت
ماتت كاثرينا أولريكا أخيرًا في 11 يناير 1837. وبحسب ما ورد، ترك أرملها جثتها ملقاة في الغرفة لفترة طويلة بعد وفاتها، وعندما قرر نقل جثتها، كانت جثتها قد تآكلت جزئيا بواسطة الفئران. كان ارملها غير راغب في دفع تكاليف الجنازة على الرغم من ثروته، حاول هرزينهيلم نقل جثتها بعيدا في سرية في الليل.  ومع ذلك تم اكتشاف هذا الأمر، والذي كشف القضية كلها للعامة. 
ألقي القبض على أدريان هيرتزينهيلم ووجهت إليه تهمة الاعتداء على زوجته وقتلها. وبحسب ما ورد، دافع عن نفسه بجرأة كبيرة أثناء الاستجواب.  حظيت القضية باهتمام كبير في الصحافة السويدية المعاصرة وأصبحت من القضايا المشهورة في ذلك الوقتالرعب، الذي تم التعرض له، تم الإبلاغ عنه في جميع المنشورات الورقية بالمملكة السويدية وكان لفترة طويلة الموضوع الوحيد للمحادثة داخل جميع فئات المجتمع.  توفي أدريان هيرتزينهيلم الذي كان يبلغ من العمر 83 عامًا وقت إلقاء القبض عليه، لأسباب طبيعية قبل الموعد المقرر لمحاكمته، وبالتالي لم يُحكم عليه مطلقًا.

## تراث
حظيت القضية باهتمام في الصحافة والمجلات والأغاني لعدة عقود بعد عام 1837. في عام 1889، تم نشر رواية مسلسلة عن الرائد هيرتزينهيلم ديلر ديت هيمسكا ديمت با رامسنشولم (الرائد هيرتزنهلم أو الفعل المرعب في رامسنشول). 
كان مانور هاوس رامسناشولم هدفا للسفر المثير حتى تم هدمه في عام 1968. في عام 2013، تم زرع شجرة بيرن أورناسفي المكان الذي كان به رامسنشولم، وتم ذلك في ذكرى كاتارينا أولريكا هجورت أف أورنيس، مع التحذير دائمًا للتحدث علنًا احتجاجًا على أي فعل خطأ، بدلا من الوقوف بدون رد فعل ورؤيته وهو يحدث.